# خیرا حمراوی
خیرا حمراوی (انگلیسی: Kheira Hamraoui؛ زادهٔ ۱۳ ژانویهٔ ۱۹۹۰) بازیکن فوتبال اهل فرانسه است.
از باشگاه‌هایی که در آن بازی کرده‌است می‌توان به باشگاه فوتبال زنان پاری سن ژرمن، مرکز آکادمی فوتبال کلیر فونتین، باشگاه فوتبال زنان بارسلونا، و باشگاه فوتبال زنان المپیک لیون اشاره کرد.
وی همچنین در تیم‌های ملی فوتبال France women's national under-17 football team, France women's national under-19 football team، و زنان فرانسه بازی کرده‌است.